# Jeep Grand Commander
| Sterne im C-NCAP-Crashtest (2018) |

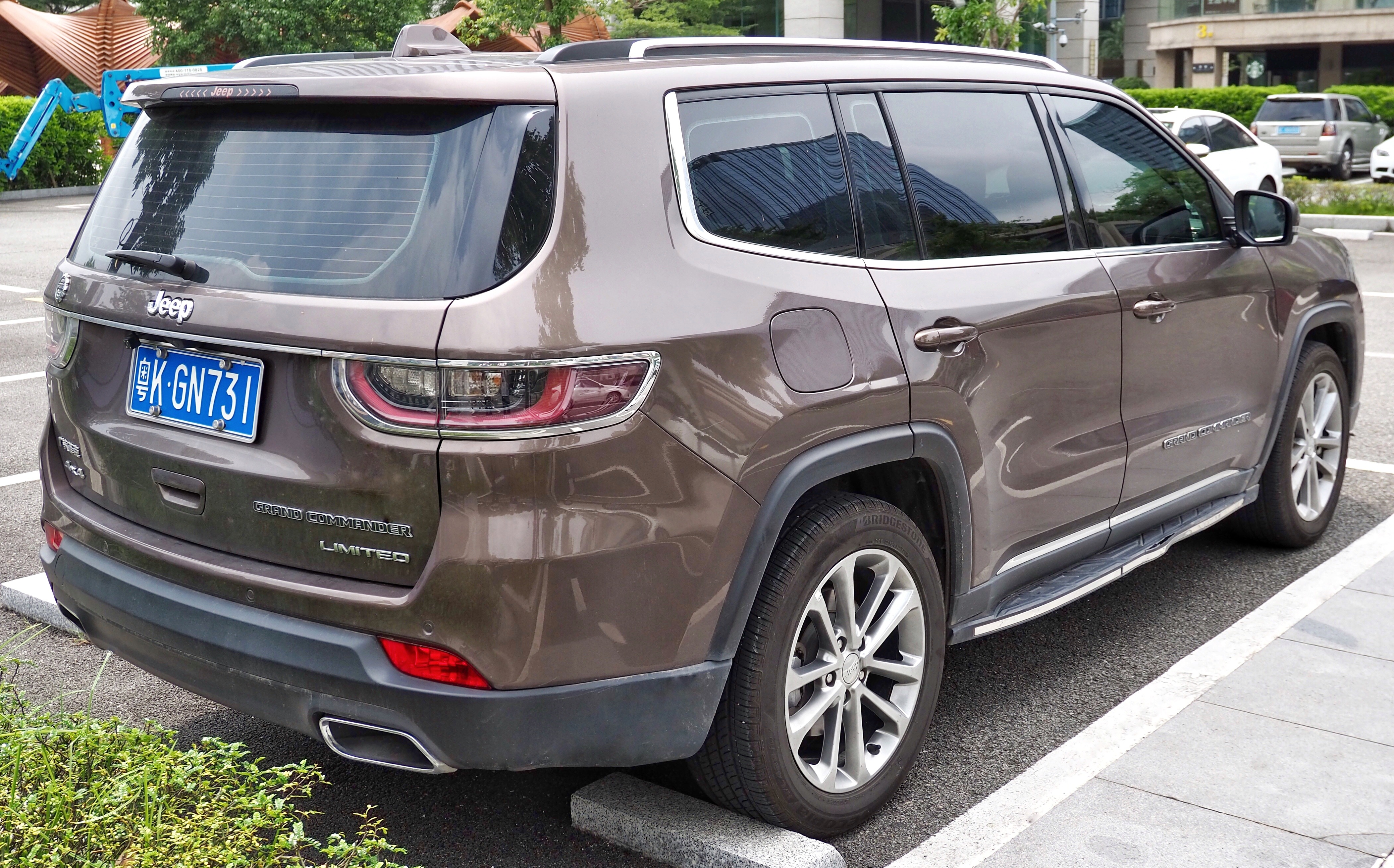
Heckansicht

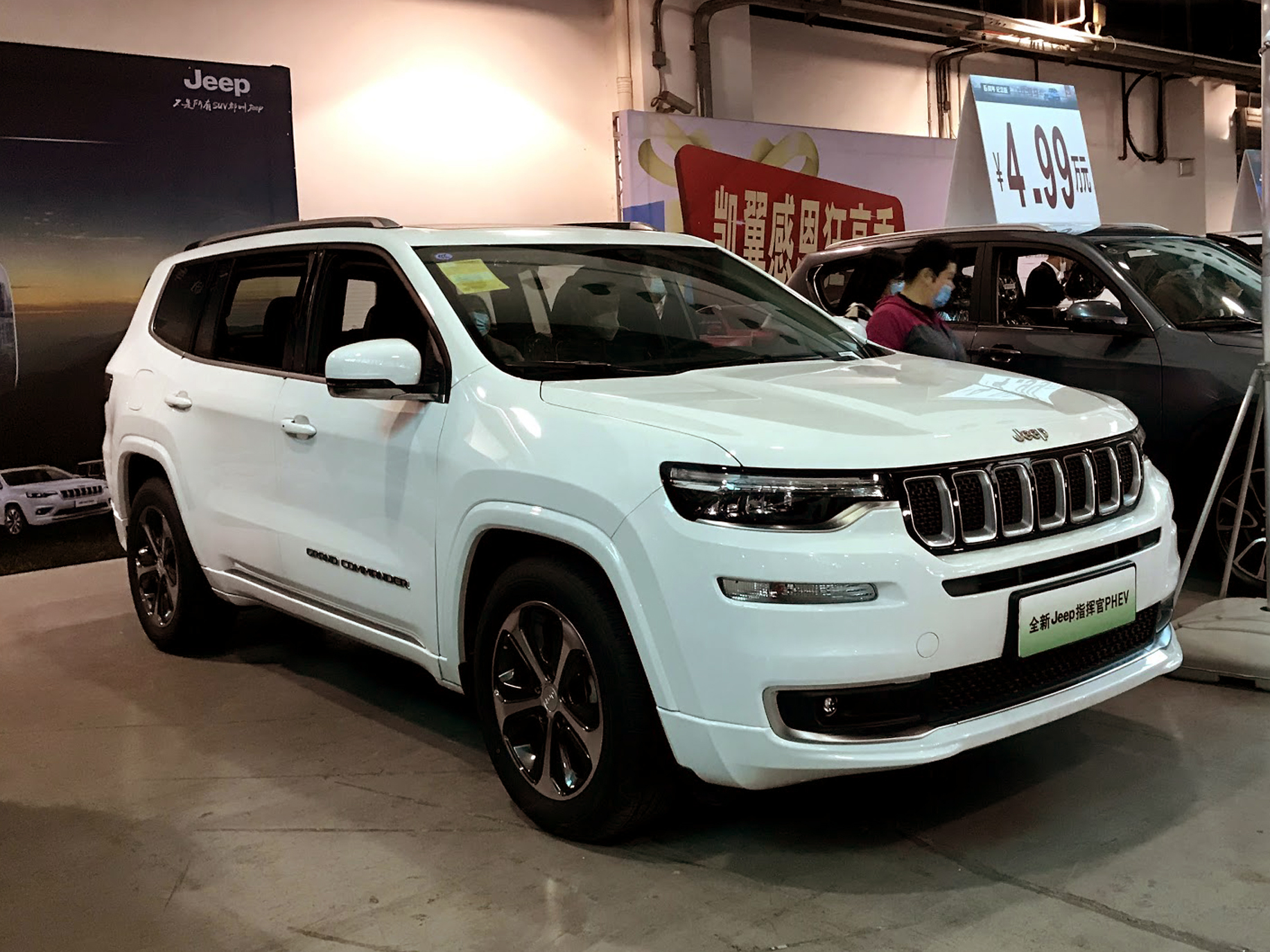
Jeep Grand Commander PHEV (2018–2021)

Der Jeep Grand Commander (intern: K8) ist ein Sport Utility Vehicle der Automobilmarke Jeep mit bis zu sieben Sitzplätzen.

## Geschichte
Der am Jeep Yuntu Concept angelehnte Grand Commander debütierte im April 2018 auf der Beijing Auto Show und wurde am 17. Mai 2018 auf dem chinesischen Automarkt eingeführt. Eine überarbeitete Version der Baureihe wurde im August 2021 im Rahmen der Chengdu Auto Show vorgestellt. Hergestellt bis 2022 vom Joint Venture GAC Fiat, wurde der Grand Commander über dem lokal gefertigten Jeep Cherokee positioniert.
Trotz des Aussehens und des Namens wird der Grand Commander nicht als Nachfolger des zwischen 2006 und 2010 gebauten Jeep Commander verkauft. Der Grand Commander war exklusiv für den chinesischen Markt bestimmt.

## Technische Daten
Angetrieben wird der Grand Commander von einem Zweiliter-Ottomotor (FCA GME), der in zwei Leistungsstufen angeboten wird. Alle Versionen sind an ein 9-Gang-Automatikgetriebe und Allradantrieb gekoppelt.
Im November 2019 kam eine Plug-in-Hybrid-Variante des Grand Commander in den Handel. Neben einem 169 kW (230 PS) starken Zweiliter-Ottomotor hat sie zwei Elektromotoren. Die elektrische Reichweite gibt der Hersteller mit 70 km an.
|                                             | 2.0T                     | 2.0T                     | 2.0T PHEV                                               |
| ------------------------------------------- | ------------------------ | ------------------------ | ------------------------------------------------------- |
| Bauzeitraum                                 | 04/2018–02/2022          | 04/2018–02/2022          | 11/2019–02/2022                                         |
| Motorkenndaten                              |                          |                          |                                                         |
| Motorart                                    | Ottomotor                | Ottomotor                | Ottomotor + 2 Elektromotoren                            |
| Motorbauart                                 | Reihen-Vierzylinder      | Reihen-Vierzylinder      | Reihen-Vierzylinder                                     |
| Motorbezeichnung                            | FCA GME                  | FCA GME                  | FCA GME                                                 |
| Gemischaufbereitung                         | Benzindirekteinspritzung | Benzindirekteinspritzung | Benzindirekteinspritzung                                |
| Motoraufladung                              | Turbolader               | Turbolader               | Turbolader                                              |
| Hubraum                                     | 1995 cm³                 | 1995 cm³                 | 1995 cm³                                                |
| Verdichtungsverhältnis                      | 10,0 : 1                 | 10,0 : 1                 | 10,0 : 1                                                |
| max. Leistung bei min−1                     | 172 kW (234 PS) / 5000   | 195 kW (265 PS) / 5200   | 169 kW (230 PS) / 5200 + 89 kW (121 PS) + 66 kW (90 PS) |
| max. Drehmoment bei min−1                   | 350 Nm / 2500–4500       | 400 Nm / 3000–4250       | 311 Nm / 1750–5200 + 315 Nm + 117 Nm                    |
| Kraftübertragung                            |                          |                          |                                                         |
| Antrieb, serienmäßig                        | Allradantrieb            | Allradantrieb            | Allradantrieb                                           |
| Getriebe, serienmäßig                       | 9-Gang-Automatikgetriebe | 9-Gang-Automatikgetriebe | Stufenloses Getriebe                                    |
| Messwerte                                   |                          |                          |                                                         |
| Höchstgeschwindigkeit                       | 195 km/h                 | 200 km/h                 | 160 km/h                                                |
| Beschleunigung, 0–100 km/h                  | k. A.                    | 8,1 s                    | 8,6 s                                                   |
| Leergewicht                                 | 1845–1885 kg             | 1995 kg                  | 2115 kg                                                 |
| Kraftstoffverbrauch auf 100 km (kombiniert) | 8,4–8,7 l Super          | 8,8–9,2 l Super          | 1,6 l Super                                             |
| Tankinhalt                                  | 70 l                     | 70 l                     | 57 l                                                    |